# Higashiōmi
Higashiōmi (japanska: 東近江市?, Higashiōmi-shi) är en stad i Shiga prefektur i Japan. Staden bildades 2005  genom sammanslagning av staden Yōkaichi och kommunerna Eigenji, Gokashō, Aitō och Kotō. 2006 slogs även kommunerna Notogawa och Gamō ihop med Higashiōmi. 